# LS Андромеды
LS Андромеды (лат. LS Andromedae) — новая, двойная катаклизмическая переменная звезда (NA) в созвездии Андромеды на расстоянии приблизительно 600 световых лет (около 180 парсек) от Солнца.
Известно две вспышки звезды.
Первая произошла в августе 1971 года: видимая звёздная величина изменилась с примерно +20m до +11,7m или +12,2m.
Вторая вспышка произошла в апреле 2022 года, блеск звезды в пике достигал +14,3m.
Исследование графиков вспышек позволило предположить, что звезда является карликовой новой типа WZ Стрелы.

## Характеристики
Первый компонент — аккрецирующий белый карлик.